# Aiztondo
Aiztondo fue una alcaldía mayor de la provincia de Guipúzcoa.

## Historia
La alcaldía mayor, que tenía capital en Asteasu, incluía también los lugares de Larraul y Soravilla. Aparece descrita en el primer volumen del Diccionario geográfico-estadístico-histórico de España y sus posesiones de Ultramar de Pascual Madoz con las siguientes palabras:

AIZTONDO: ant. alcaldía en la prov. de Guipuzcoa y una de las tres mayores; se componia de la v. de Asteasu y l. de Larraul y Soravilla; Asteasu era la cap. y su alcalde ejercia la jurisd. ordinaria en todos, aunque para lo económico cada uno tenia su gobierno particular. Enviaban uno ó dos procuradores á las juntas de la prov. en nombre de los tres pueblos ocupando el asiento XIX en las generales y el XVIII en las particulares, á la der. del corregidor: hoy pertenecen las indicadas pobl. al part. jud. de Tolosa (V.).
(Madoz, 1845, p. 176)